# Walter Norris
Walter Norris (Little Rock, 27 de diciembre de 1931 - Berlín, 29 de octubre de 2011) fue un pianista y compositor estadounidense.

## Biografía
Norris estudió primero piano en casa con su madre, después con John Summers, organista de la iglesia local. Sus primeras actuaciones profesionales fueron con la banda "Howard Williams" en Little Rock y durante sus años de secundaria y bachillerato. Después de graduarse en la escuela secundaria, Norris actuó brevemente con Mose Allison, después hizo una gira de dos años con la Fuerza Aérea de los Estados Unidos. Después de su tiempo en la Fuerza Aérea, Norris actuó con Jimmy Ford en Houston, Texas, y después se trasladó a Los Ángeles donde se convirtió en una parte integrante de la escena del jazz de West Coast. Mientras era a Los Ángeles, actuó en el primer álbum de Jack Sheldon y en el de debut de Ornette Coleman, "Something Else!" La música de Ornette Coleman (1958) para Records contemporáneos.
El 1960, Norris se trasladó a Nueva York y formó parte de un trio con el guitarrista Billy Bean y el bajista [Hal Gaylor]], y el grupo fue un álbum. Norris cogió un trabajo en el "New York City Playboy Club" en 1963 y, con el tiempo, se convirtió en el director de entretenimiento del club, permaneciendo allí hasta 1970. Entre 1970 y 1974, Norris fue un artista libre y enseñó en la zona de Nueva York. En 1974 substituyó Roland Hanna en la banda "Thad Jones-Mel Lewis". Después de una gira por Escandinavia, estuvo en Europa para registrar un álbum de dúo con el contrabajo George Mraz, titulado Drifting.
De vuelta a Estados Unidos, Norris se incorporó al Quinteto de Charles Mingus en 1976. En el vestidor antes de una actuación, según Norris, cometió el error de gritar al temperamental Mingus "Charlie" en lugar de "Charles", que enfadó Mingus. En ese momento, el director de la escena entró en la sala y les dijo a los músicos inmediatamente que los reclamaban en escena, cosa que proporcionó una huida temporal del enfrentamiento. Norris dejó la banda y aceptó un trabajo en Berlín como pianista con la "Sender Freies Berlin-Orchestra". Se trasladó a Berlín en enero de 1977 y vivió allí desde ese momento. Insistó que su miedo a Mingus era la causa principal del salto a Europa.

## Carrera posterior
En 1990, Norris firmó un contrato de cinco álbumes con "Concord Records". Todas sus grabaciones resultantes fueron significativas, pero especialmente Sunburst (con el saxofonista Joe Henderson), Hues of Blues (con George Mraz), y el álbum de piano Live at Maybeck Recital Hall. En 1998, sin contrato discográfico, Norris se autofinanció el álbum From Another Star, realizado en Nueva York con el bajista Mike Richmond, produciendo 1.000 copias.
En 2010 se completó un documental dirigido por Chuck Dodson, Walter Norris, un documental. En 2005 se publicó una autobiografía, "A la búsqueda de la perfección musical" y el libro de métodos "Essentials for Pianist Improvisers". En julio de 2006, Norris grabó en su casa en Berlín con el bajista de Los Ángeles Putter Smith.

## Obra
Como líder
- The Trio (Riverside)
- Drifting (Enja, 1978) con George Mraz, Aladár Pege
- Synchronicity (Enja, 1978) con Aladár Pege
- Stepping on Cracks (Progressive, 1978) con George Mraz, Ronnie Bedford
- Winter Rose (Enja, 1980) con Aladár Pege
- Lush Life (Concord Jazz) con Neil Swainson, Harold Jones
- Live at Maybeck Recital Hall, Volum Quatre (Concord, 1990)
- Sunburst (Concord, 1991) con Joe Henderson, Larry Grenadier, Mike Hyman
- Love Every Moment (Concord, 1992) con Putter Smith, Larance Marable
- Hues of Blues (Concord, 1995)
- From Another Star (Sunburst, 1998) con Mike Richmond
- The Last Set Live at the A-Trane (ACT, 2012) con Leszek Możdżer.

Como miembro de grupo
- - con Pepper Adams
- Julian (Enja, 1976)
- Twelfth & Pingree (Enja, 1976)

- - con The Thad Jones / Mel Lewis Orchestra
- New Life (1975)

- - con Ornette Coleman
- Something Else!!!! (1958)